# Stanton St Gabriel
Stanton St Gabriel – osada w Anglii, w hrabstwie Dorset. Leży 31 km na zachód od miasta Dorchester i 210 km na południowy zachód od Londynu.